# Облученський район
Облученський район (рос. Облученский район) — адміністративна одиниця Єврейської автономної області Російської Федерації.
Адміністративний центр — місто Облуч'є.

## Адміністративний поділ
До складу району входять 7 міських та 2 сільських поселення:
1. Біраканське міське поселення
2. Бірське міське поселення
3. Ізвестковське міське поселення
4. Кульдурське міське поселення
5. Облученське міське поселення
6. Теплоозерське міське поселення
7. Хінганське міське поселення
8. Пашковське сільське поселення
9. Раддевське сільське поселення